# Meir Dizengoff

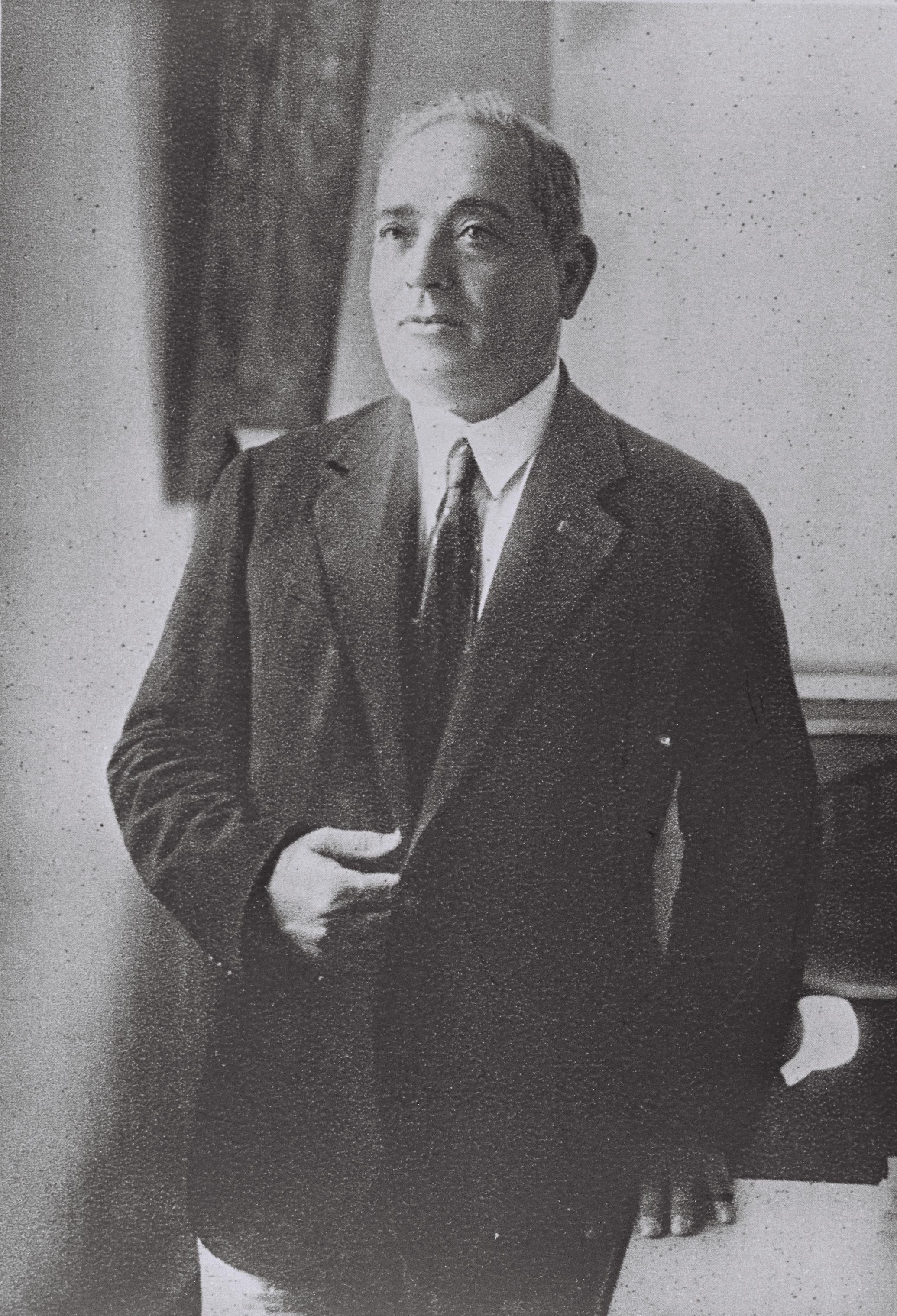
Meir Dizengoff (1910)

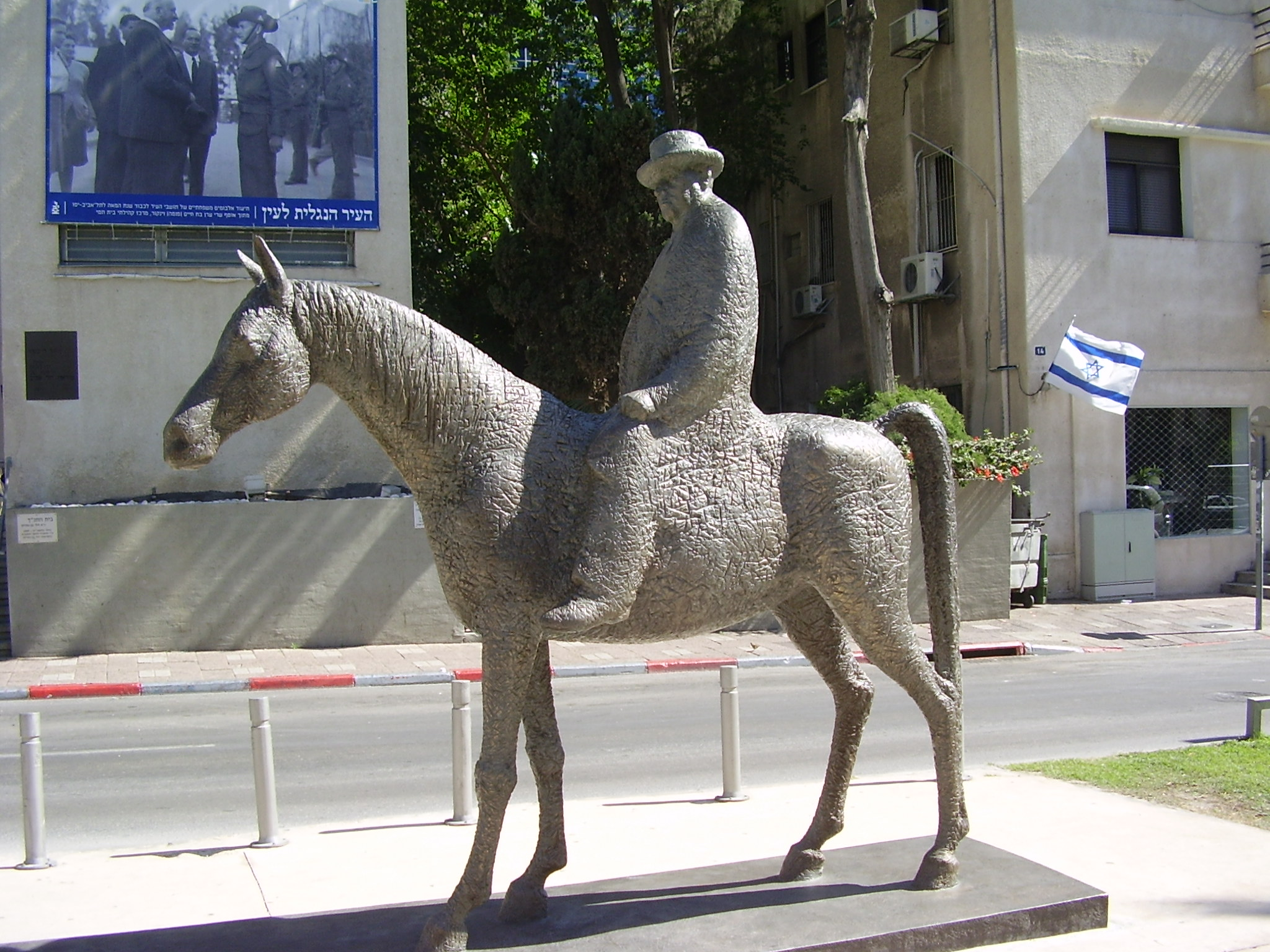
Reiterstandbild Dizengoffs vor der Halle (links), in der David Ben-Gurion am 14. Mai 1948 die israelische Unabhängigkeitserklärung verlas

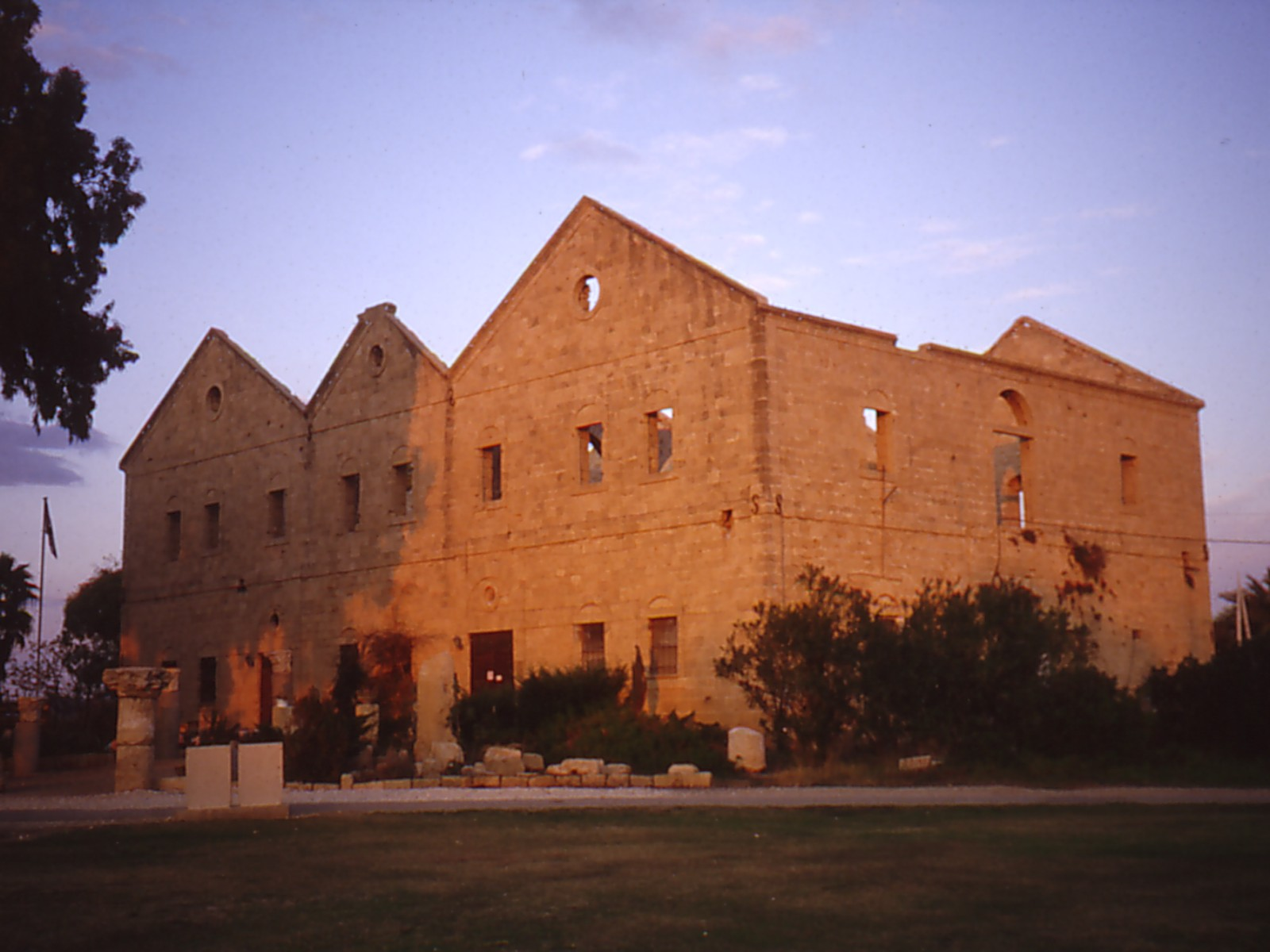
Ehemalige Weinflaschen-Fabrik im Kibbuz Nachscholim bei Tantura

Meir Dizengoff (hebräisch מאיר דיזנגוף, russisch Меер Янкелевич Дизенгоф; auch: Meir Diesengoff, deutsch früher auch Diesenhof; geboren am 25. Februar 1861 in Jakimowitschi (heute Echimăuți) in Bessarabien; gestorben am 23. September 1936 in Tel Aviv) war Ingenieur und Kaufmann sowie Mitbegründer und erster Bürgermeister von Tel Aviv.

## Leben
Meir Dizengoff diente als Freiwilliger in Schytomyr in der russischen Armee und stieg zum Offizier auf. In dieser Zeit lernte er seine spätere Frau Zina-Haya Brenner kennen. Wegen seiner Beteiligung an der antizaristischen Untergrundbewegung Narodnaja Wolja war er 1885 acht Monate in Gefangenschaft, danach wandte er sich Chibbat Zion zu, einer Vorgängerbewegung des Zionismus, und studierte ab 1887 Chemie-Ingenieurwesen an der Sorbonne in Paris.
1892 gründete Meir Dizengoff eine von Baron Rothschild finanzierte, aber erfolglose Weinflaschen-Fabrik im Ort Tantura in Palästina. 1893 heiratete er Zina-Haya Brenner in Alexandria. 1894 kehrten beide nach Russland zurück. Unter dem Eindruck eines Auftrittes Theodor Herzls wurde Dizengoff ein Verfechter des Zionismus in Odessa. Als Delegierter der dortigen Zionisten reiste er 1903 an den 6. Zionistenkongress nach Basel, wo er sich gegen den Vorschlag einer jüdischen Staatsgründung in Uganda aussprach. 1904 gründete er in Odessa eine Landkaufgesellschaft für Palästina namens Geulah Company.
1905 ließ sich Dizengoff erneut und endgültig in Palästina nieder. Er arbeitete zum einen für die Geulah Company, zum anderen betrieb er als Privatkaufmann seine eigene Firma Dizengoff & Co., die im Fracht- und Import-Export-Geschäft tätig war. Am 11. April 1909 versammelten sich am Strand von Jaffa 66 Familien. Sie waren zusammengekommen, um im Losverfahren Siedlungsparzellen für ein neues jüdisches Viertel außerhalb von Jaffa zu verteilen. Einen Teil der zuzuweisenden Grundstücke hatte Dizengoff bereits 1905 erworben. Das Los mit der Nummer 43 zogen die Eheleute Meir und Zina Dizengoff, die auf der damit ihnen zufallenden Parzelle mit der späteren Adresse Rothschild-Boulevard 16 ihr Wohnhaus errichteten (Lage).   
Die neue Siedlung trug damals noch den Namen Achuzat Bayit und wurde 1910 von seinen Bewohnern in Tel Aviv umbenannt. Dizengoff wurde 1911 Vorsitzender des Eigentümerkomitees. Aus der kleinen Siedlung wurde später die größte Stadt und das kulturelle Zentrum des Jischuw. Im Ersten Weltkrieg wurde Dizengoff mit anderen Juden nach Damaskus evakuiert. Bei seiner Rückkehr 1917 wurde er als „Mister Tel Aviv“ gefeiert. Ab 1930 lebte Dizengoff als Witwer allein in seinem Haus, dessen ersten Stock er bewohnte, während das Erdgeschoss zum Kunstmuseum umgebaut wurde. Zwischen 1931 und 1938 stieg die Bevölkerungsanzahl in Tel Aviv von 46.000 auf 150.000 Einwohner. Nachdem Tel Aviv 1921 zur Stadt erklärt worden war, war er von 1921 (de facto als Vorsitzender des lokalen Rates seit 1911) bis zu seinem Tod (mit einer Unterbrechung von 1925 bis 1928) ihr Bürgermeister. Bei seiner Beisetzung gaben ihm Zehntausende von Bürgern das letzte Geleit, es war die größte Zusammenkunft, die Tel Aviv bis dahin erlebt hatte.
Sein Wohnhaus am Rothschild Boulevard sowie seinen gesamten Nachlass stiftete Dizengoff dem 1931 von ihm gegründeten Tel-Aviv-Museum (in dem 1948 die israelische Unabhängigkeit proklamiert wurde).

## Ehrungen
Seit 1937 verleiht die Stadt Tel Aviv den nach ihrem Gründer und ersten Bürgermeister benannten „Dizengoff-Preis“ an Maler und Bildhauer (= “The Dizengoff Prize for Painting and Sculpture”).
Nach Dizengoff ist die Dizengoffstraße, eine der größten Straßen Tel Avivs, benannt, und nach seiner 1930 verstorbenen Frau Zina einer der berühmtesten Plätze der Stadt, in den auch die Dizengoffstraße mündet, zudem trägt auch das Einkaufszentrum Dizengoff Center seinen Namen.